# 鈴木貴子 (実業家)
鈴木 貴子（すずき たかこ、1962年3月5日 - ）は、日本の実業家。東京都出身。エステー株式会社会長。

## 人物
東京都出身。東洋英和女学院中学部・高等部卒業。1984年、上智大学外国語学部イスパニア語学科を卒業後、同年4月、日産自動車株式会社に入社。入社後は、海外事業本部に配属。大学で専攻したイスパニア語のスキルを活かし、中南米エリアに向けた輸出マーケティング業務を担当。
その後、外資系スキンケアブランドの日本法人にマーケティングスタッフとして採用され、販売促進や広報宣伝、顧客へのダイレクトマーケティング等を担当。LVJ（ルイ・ヴィトン・ジャパン）グループ株式会社等を経て、2010年、エステー株式会社に入社。同社執行役、取締役等を経て、2013年、同社取締役兼代表執行役社長に就任。2023年6月20日、取締役社長を退任して会長に就任。
父はエステー化学創業者の鈴木誠一、元会長の鈴木喬は叔父に当たる。

## 略歴
- 1984年、上智大学外国語学部イスパニア語学科卒業後、同年4月、日産自動車株式会社入社
- 2001年、LVJ（ルイ・ヴィトン・ジャパン）グループ株式会社入社
- 2009年、株式会社シャルダン代表取締役
- 2009年、株式会社花房山企画室代表取締役
- 2009年、有限会社鈴木誠一商店代表取締役
- 2010年、エステー株式会社入社　営業本部付
- 2010年、同社製造部門付マネージャー
- 2010年、同社執行役　カスタマー・サービス部門担当　兼フレグランス・デザイン担当　兼新規事業担当
- 2010年、同社執行役　コーポレートスタッフ部門副部門長（経営企画担当）兼フレグナンス・デザイン担当
- 2011年、同社執行役　グループ事業戦略担当　兼フレグナンス・デザイン担当
- 2011年、同社取締役　兼執行役　グループ事業戦略担当　兼フレグナンス・デザイン担当
- 2012年、同社取締役　兼執行役　グローバルマーケティング部門　特命担当
- 2013年、同社取締役　兼代表執行役社長　経営全般担当　兼R&D部門担当
- 2013年、株式会社シャルダン取締役
- 2014年、エステー株式会社取締役　兼代表執行役社長　経営全般担当[6]
- 2020年、トラスコ中山株式会社取締役
- 2021年、エステー株式会社取締役会議長　兼代表執行役社長
- 2022年、株式会社キングジム取締役[7]
- 2023年、エステー株式会社会長[4]
- 2024年、コスモエネルギーホールディングス取締役・富士フイルムホールディングス取締役[8]

## 出演
TV
- 覆面リサーチ ボス潜入（NHKBS、2017年）